# کانتینفلاس (فیلم)
کانتینفلاس (انگلیسی: Cantinflas) فیلم درام کمدی زندگی‌نامه‌ای مکزیکی ۲۰۱۴ به کارگردانی سباستین دل آمو است. در این فیلم که بر اساس زندگی بازیگر و کمدین، کانتینفلاس، ساخته شده‌است، ستارهٔ سینما اسکار جانادا به عنوان نقش اصلی، مایکل امپریولی، ایلزه سالاس، باربارا موری، آنا لایوسکا، کاساندرا سیانگروتی و آدال رامونز نقش آفرینی می‌کنند. این فیلم در روز ۱۸ سپتامبر ۲۰۱۴، در مکزیک به اکران درآمد. در ایالات متحده آمریکا، روز ۲۹ اوت ۲۰۱۴ اکران شد. این فیلم به عنوان محصول مکزیک برای جایزه اسکار بهترین فیلم بین‌المللی در هشتاد و هفتمین دوره جوایز اسکار انتخاب شد، ولی بین کاندیداها قرار نگرفت.